# Segura de Toro
Segura de Toro (extremadruai nyelven Segura de Toru) település Spanyolországban, Cáceres tartományban. Segura de Toro Aldeanueva del Camino, Gargantilla, Navaconcejo, Casas del Monte és La Granja községekkel határos. Lakosainak száma 180 fő (2024).

## Népesség
A település népessége az elmúlt években az alábbi módon változott:
| Lakosok száma | 202  | 193  | 185  | 186  | 196  | 202  | 191  | 183  | 190  | 180  |
|               | 2001 | 2004 | 2006 | 2009 | 2011 | 2014 | 2016 | 2019 | 2021 | 2024 |